# Nanotyrannus
Nanotyrannus („Kleiner Tyrann“, aus griech. nanos „Zwerg“ und tyrannos „König, Tyrann“) ist der Gattungsname theropoder Dinosaurier, die am Ende der Kreidezeit vor etwa 72 bis 66 Millionen Jahren (Maastrichtium) im westlichen Nordamerika lebten und der Familie der Tyrannosauridae zugerechnet werden.
Wie alle Tyrannosauriden war auch Nanotyrannus ein bipeder Fleischfresser, der mit fünf Metern Länge jedoch deutlich kleiner als seine Verwandten war. Ein isolierter Schädel (Typmaterial) dieser Gattung wurde bereits 1942 entdeckt; ein vollständigeres Teilskelett, genannt „Jane“, entdeckten Forscher im Jahr 2001. Beide Funde stammen aus der Hell-Creek-Formation von Montana, damit teilte Nanotyrannus seinen Lebensraum mit dem deutlich größeren Tyrannosaurus rex.
Auch wenn viele Paläontologen vermuten, dass es sich bei Nanotyrannus um ein Jungtier des Tyrannosaurus (juveniles Synonym) handelt und Untersuchungen aus dem Jahr 2020 diese Annahme zunächst stützten, untermauert eine aktuelle Studie aus dem Jahr 2024 hingegen die ursprüngliche These von Nanotyrannus als eigenständiger Gattung.

## Entdeckungs- und Forschungsgeschichte
Das 1942 entdeckte Typexemplar (Katalognummer CMN 7541), ein kleiner Schädel, wurde ursprünglich 1946 von Charles W. Gilmore dem Gorgosaurus lancensis (heute als Albertosaurus bekannt) zugeschrieben. Robert T. Bakker, Philip Currie und Michael Williams beschrieben den Fund im Jahr 1988 neu und folgerten, dass die Schädelknochen verschmolzen waren, was für ein adultes Tier spräche. So stellte diese Forschergruppe eine neue Gattung auf, die sie aufgrund der kleinen Größe Nanotyrannus nannte. Andere Forscher bezweifelten jedoch diese Zuordnung und nehmen häufig an, es handle sich bei Nanotyrannus um einen juvenilen Tyrannosaurus rex. Der Schädel ist heute im Cleveland Museum of Natural History ausgestellt.

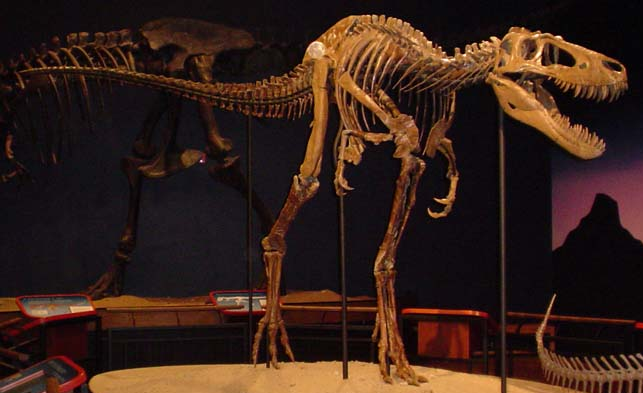
„Jane“, ausgestellt im Burpee Museum of Natural History

Im Jahr 2001 entdeckte eine Forschergruppe des Burpee Museum of Natural History in Rockford (Illinois) ein vollständigeres, zu 50 % erhaltenes Nanotyrannus-Exemplar, das auf den Spitznamen „Jane“ getauft wurde (Katalognummer BMRP 2002.4.1.). Der Fund besteht aus einem vollständigen, 57,2 Zentimeter langen Schädel sowie aus weiterem Skelettmaterial (Postkranium). „Jane“ ist heute im Burpee Museum für die Öffentlichkeit ausgestellt. In einer Konferenz, die im Burpee Museum gehalten wurde und die Gültigkeit von Nanotyrannus zum Thema hatte, sahen viele Paläontologen wie Phillip Currie und Donald Henderson die neue Entdeckung als eine Bestätigung, dass es sich bei Nanotyrannus tatsächlich um einen juvenilen Tyrannosaurus rex oder eine eng verwandte Art handeln musste. Peter Larson, auf der anderen Seite, unterstützte weiterhin eine eigene Gattung für Nanotyrannus. Es wurde spekuliert, dass Nanotyrannus in Rudeln gejagt haben könnte, so wurden die Zähne von verschiedenen Nanotyrannus-Individuen in den Knochen herbivorer Dinosaurier entdeckt.
In einer 2020 in Science Advances veröffentlichte Studie enthüllten Forscher eine detaillierte Analyse von Knochenquerschnitten juveniler Tyrannosaurus. Die Ergebnisse legen nahe, dass die Wachstumsraten von Tyrannosaurus mit zunehmendem Alter variierten und dass die Art ihr Wachstum verlangsamen konnte, wenn die Nahrung knapp war, was ihnen möglicherweise einen evolutionären Vorteil verschafft haben könnte. Einige der so untersuchten Knochen von Nanotyrannus bestätigten, dass es sich tatsächlich um Jungtiere handelt. Nanotyrannus war also entweder größer als bisher angenommen, oder – was die Forscher für wahrscheinlicher halten – die Fossilien gehören zu jungen Tyrannosaurus.
Für eine 2021 veröffentlichte Studie zur Beißkraft junger Tyrannosaurus wurde unter anderem ein Oberkieferzahn von „Jane“ untersucht. Dabei wurden 5.600 Newton ermittelt.
Bezüglich der Ansicht, Nanotyrannus sei keine eigene Gattung, sondern ein juveniles Synonym von Tyrannosaurus, bestand in der Wissenschaft weitgehend Konsens, bis im Jahr 2024 eine neue Studie veröffentlicht wurde, die diese Ansicht wieder infrage stellt. Auf der Grundlage mehrerer Faktoren, darunter Unterschiede in der Morphologie, Ontogenie und Phylogenie, betrachten sie Nanotyrannus wieder als eigenständiges Taxon, das möglicherweise sogar außerhalb der Tyrannosauridae einzuordnen ist. So identifizierten die Forscher über 70 Merkmale, die sich erheblich zwischen Nanotyrannus und Tyrannosaurus unterscheiden, darunter die abweichende Anzahl und Form der Zähne. Die Studie wird in Fachkreisen kontrovers diskutiert.